# Karain, Ürgüp
Karain là một xã thuộc huyện Ürgüp, tỉnh Nevşehir, Thổ Nhĩ Kỳ. Dân số thời điểm năm 2011 là 175 người.